# Phora tripliciseta
Phora tripliciseta är en tvåvingeart som beskrevs av Schmitz och Wirth 1954. Phora tripliciseta ingår i släktet Phora och familjen puckelflugor. Inga underarter finns listade i Catalogue of Life.